# Bassem Srarfi
Bassem Srarfi (25 de junho de 1997) é um futebolista tunisino que joga pelo Zulte Waregem.

## Carreira
Foi convocado para defender a Seleção Tunisiana de Futebol na Copa do Mundo de 2018.